# Fraser Balmain
Fraser Balmain (Newcastle upon Tyne, Inglaterra, 16 de noviembre de 1991) es un jugador profesional inglés de rugby que se desempeña en la posición de pilar derecho en Gloucester Rugby, equipo perteneciente a la liga Premiership Rugby.

## Carrera
En 2014 comenzó su carrera deportiva con el equipo Leicester Tigers, en el cual jugó tres temporadas (2014-2017), después pasó a Gloucester Rugby, donde lleva jugando siete temporadas.